# Seznam hladomorů

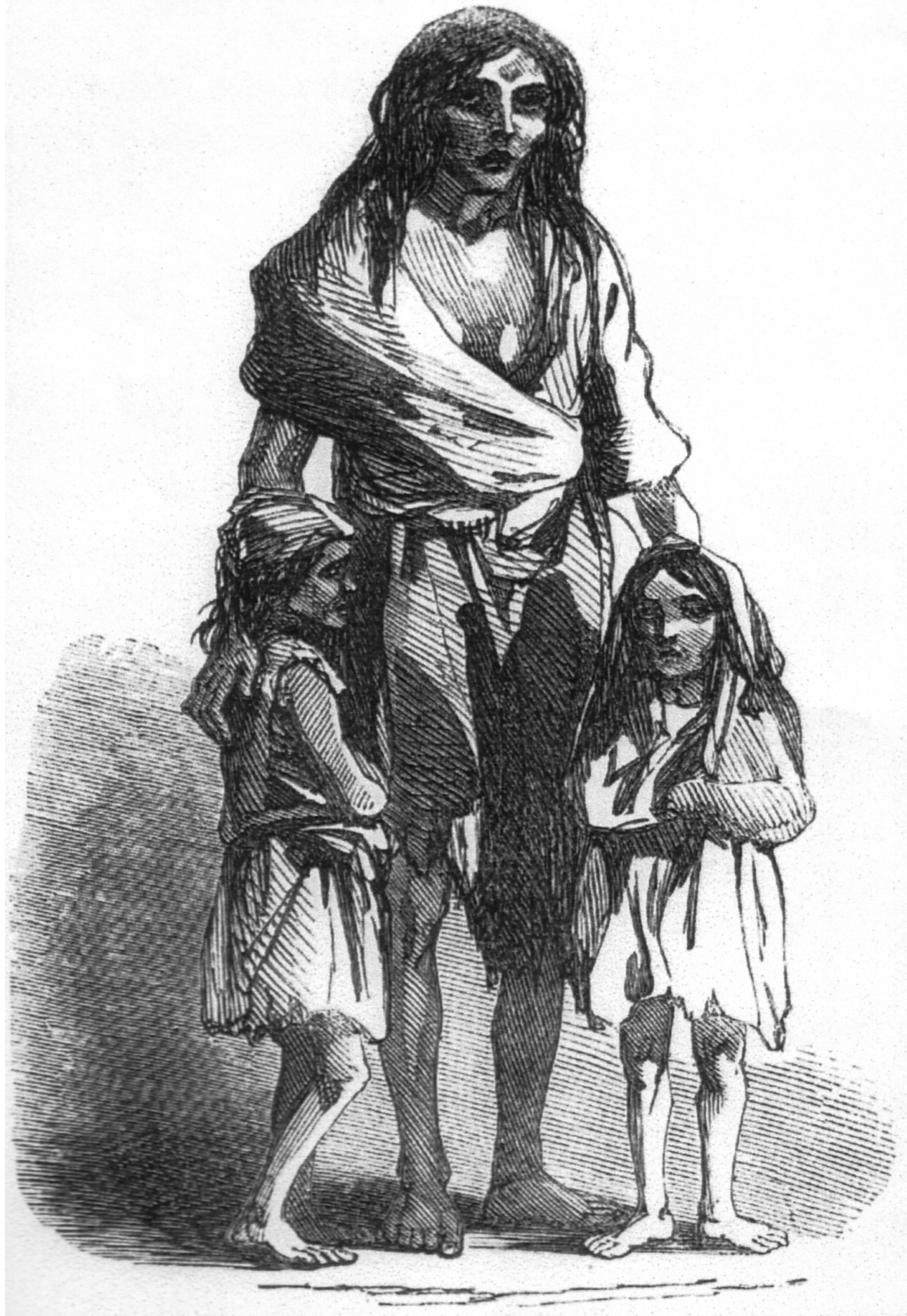
Vyobrazení oběti Velkého irského hladomoru, 1845–1849

Toto je výběrový seznam známých rozsáhlých hladomorů seřazených dle data.
Během let 1008 př. n. l. a 1911 n. l. bylo nejméně 1 828 významných hladomorů v Číně nebo téměř jeden každý rok v některé z provincií. Hladomory se velmi liší svou závažností. Během středověku proběhlo v Británii 95 hladomorů.

## Seznam
| Datum                   | Událost | Místo                                                                       | Počet úmrtí (odhad)                                                                             |
| ----------------------- | --- | --------------------------------------------------------------------------- | ----------------------------------------------------------------------------------------------- |
| 441 př. n. l.           | První zaznamenaný hladomor. | Starověký Řím                                                               |                                                                                                 |
| 400–800 n. l.           | Různé hladomory v západní Evropě během pádu Západořímské říše a jeho dobytím Alarichem I. Během let 400–800 klesla populace města Řím o více než 90 % z důvodu hladomoru a Justiniánského moru.                                                                    | Západní Evropa                                                              |                                                                                                 |
| 639                     | Hladomor v Arábii během chalífátu Umara ibn al-Chattába | Arábie                                                                      |                                                                                                 |
| 50. léta 8. století     | | Španělsko                                                                   |                                                                                                 |
| 800–1000                | Značné sucho zabilo miliony Mayů, které způsobilo hlad a žízeň a spustilo vnitřní kolaps, který zničil jejich civilizaci. | Mayská oblast Mezoameriky                                                   | miliony                                                                                         |
| 875–884                 | Rolnické rebelie v Číně podnícené hladomorem; | Čína                                                                        |                                                                                                 |
| 927–928                 | Způsoben čtyřmi měsíci mrazu | Byzantská říše                                                              |                                                                                                 |
| 1005                    | | Anglie                                                                      |                                                                                                 |
| 1016                    | Hladomor po celé Evropě | Evropa                                                                      |                                                                                                 |
| 1051                    | Hladomor přinutil Toltéky migrovat ze zasaženého regionu na území, kde se v současnosti nachází centrální Mexiko. | Mexiko                                                                      |                                                                                                 |
| 1064–1072               | 7 let hladomoru v Egyptě | Egypt                                                                       | 40 000                                                                                          |
| 1229–1232               | Hladomor Kangi, možná nejhorší hladomor v japonské historii. Způsoben sopečnými výbuchy. | Japonsko                                                                    |                                                                                                 |
| 1255                    | | Portugalsko                                                                 |                                                                                                 |
| 1275–1299               | Kolaps Anasazijské civilizace, nastal rozsáhlý hladomor. | Spojené státy americké                                                      |                                                                                                 |
| 1281, 1282              | Hladomor v Čechách | Čechy                                                                       |                                                                                                 |
| 1315–1317               | Velký hladomor v letech 1315–1317 | Evropa                                                                      |                                                                                                 |
| 1333–1337               | | Čína                                                                        |                                                                                                 |
| 1344–1345               | Hladomor v Indii za režimu Muhammada bin Tughluqa | Indie                                                                       |                                                                                                 |
| 1396–1407               | hladomor v Indii | Indie                                                                       |                                                                                                 |
| 1441                    | Hladomor v Mayapanu | Mexiko                                                                      |                                                                                                 |
| 1450–1454               | Hladomor v Aztécké říši, interpretovaný jako boží potřeba oběti. | Mexiko                                                                      |                                                                                                 |
| 1504                    | | Španělsko                                                                   |                                                                                                 |
| 1528                    | Hladomor na území Languedoc | Francie                                                                     |                                                                                                 |
| 1535                    | Hladomor v Etiopii | Etiopie                                                                     |                                                                                                 |
| 1601–1603               | Jeden z nejhorších hladomorů v ruské historii. Hladomor zabil více než 100 000 obyvatel v Moskvě a skoro třetinu poddaných cara Borise Godunova, též Ruský hladomor 1601–1603. Stejný hladomor zabil skoro polovinu estonské populace.                             | Rusko                                                                       | 2 miliony                                                                                       |
| 1618–1648               | Hladomory v Evropě způsobené třicetiletou válkou. | Evropa                                                                      |                                                                                                 |
| 1619                    | Hladomor v Japonsku. Během období Edo zde bylo 154 hladomorů, z nichž bylo 21 vážných a rozsáhlých. | Japonsko                                                                    |                                                                                                 |
| 1630–1631               | Dekánský hladomor 1630–32 (V severozápadní Číně byl podobný hladomor, nakonec způsobil zánik Říše Ming v roce 1644) | Indie                                                                       |                                                                                                 |
| 1649                    | Hladomor v severní Anglii | Anglie                                                                      |                                                                                                 |
| 1650–1652               | Hladomor na východě Francie | Francie                                                                     |                                                                                                 |
| 1651–1653               | Hladomor v Irsku během Cromwellova tažení | Irsko                                                                       |                                                                                                 |
| 1661                    | Hladomor v Indii způsobený nedostatkem dešťových srážek během dvou let. | Indie                                                                       |                                                                                                 |
| 1680                    | Hladomor na Sardinii | Itálie                                                                      | 80 000                                                                                          |
| 80. léta 17. století    | Hladomor v Sahelu |                                                                             |                                                                                                 |
| 90. léta 17. století    | Hladomor ve Skotsku, který zabil 5–15 % obyvatelstva. | Skotsko                                                                     |                                                                                                 |
| 1693–1694               | | Francie                                                                     | 2 miliony                                                                                       |
| 1695–1697               | Velký hladomor v Estonsku zabil asi pětinu Estonců a Livonů (70 000–75 000 osob). Zasáhl rovněž Švédsko (80 000–100 000 mrtvých) | Švédské impérium, jehož byly součástí Estonské vévodství a Švédské Livonsko | 150 000-175 000                                                                                 |
| 1696–1697               | Velký hladomor ve Finsku vyhladil skoro třetinu populace. | Finsko, tehdy část Švédska                                                  |                                                                                                 |
| 1702–1704               | Hladomor na Dekánské plošině | Indie                                                                       | 2 miliony                                                                                       |
| 1708–1711               | Hladomor ve Východním Prusku zabil 250 tisíc lidí, což bylo 41 % jeho populace. | Východní Prusko                                                             | 250 000                                                                                         |
| 1709–1710               | | Francie                                                                     |                                                                                                 |
| 1722                    | | Arábie                                                                      |                                                                                                 |
| 1727–1728               | Hladomor v Midlands | Anglie                                                                      |                                                                                                 |
| 1738–1756               | Hladomor v západní Africe, polovina obyvatelstva Timbuktu zemřela hladem. | Západní Afrika                                                              |                                                                                                 |
| 1740–1741               | Velký irský hladomor (1740–1741) | Irsko                                                                       |                                                                                                 |
| 1750–1756               | Hladomor v senegambijském regionu |                                                                             |                                                                                                 |
| 1764                    | Hladomor v Neapoli | Itálie                                                                      |                                                                                                 |
| 1769–1773               | Bengálský hladomor 1770, 10 milionů mrtvých (třetina populace) | Indie, Bangladéš                                                            | 10 milionů                                                                                      |
| 1770–1772               | Tři katastrofální neúrody (vrchol malé doby ledové) | Evropa                                                                      |                                                                                                 |
| 1770–1772               | Hladomor v českých zemích zabil stovky tisíc lidí (10-15% populace) | Země Koruny české                                                           | až 500 000                                                                                      |
| 1771–1772               | Hladomor v Sasku a jižním Německu | Německo                                                                     |                                                                                                 |
| 1773                    | Hladomor ve Švédsku | Švédsko                                                                     |                                                                                                 |
| 1779                    | Hladomor v Rabatu | Maroko                                                                      |                                                                                                 |
| 80. léta 18. století    | Velký hladomor v období Tenmei | Japonsko                                                                    | 20 000–920 000                                                                                  |
| 1783                    | Hladomor na Islandu erupcí sopky Laki, který zabil pětinu islandské populace. | Island                                                                      |                                                                                                 |
| 1783–84                 | Čalíský hladomor | Indie                                                                       | 11 milionů                                                                                      |
| 1784                    | Rozsáhlý hladomor v Egyptě | Egypt                                                                       |                                                                                                 |
| 1784–1785               | Hladomor v Tunisku zabil více než pětinu Tunisanů | Tunisko                                                                     |                                                                                                 |
| 1788                    | Dva roky před Velkou francouzskou revolucí byly špatné sklizně a kruté zimy, což pravděpodobně způsobil silný el Niño nebo erupce Laki roku 1783 na Islandu.. | Francie                                                                     |                                                                                                 |
| 1789                    | Hladomor v Etiopii |                                                                             |                                                                                                 |
| 1789–92                 | Hladomor Doji bara | Indie                                                                       | 11 milionů                                                                                      |
| 1810, 1811, 1846 a 1849 | 4 hladomory v Číně | Čína                                                                        | 45 milionů                                                                                      |
| 1811–1812               | Hladomor zdevastoval Madrid | Španělsko                                                                   | 20 000                                                                                          |
| 1815                    | Erupce stratovulkánu Tambora, Indonésie. Desítky tisíc lidí zemřely v následujícím hladomoru. | Indonésie                                                                   | 10 000                                                                                          |
| 1816–1817               | Rok bez léta | Evropa                                                                      | 65 000                                                                                          |
| 1830–1833               | Zemřelo až 42 % populace. | Kapverdy                                                                    | 30 000                                                                                          |
| 30. léta 19. století    | Hladomor Tenpo | Japonsko                                                                    |                                                                                                 |
| 1837–1838               | Hladomor v Ágře v letech 1837–38 | Indie                                                                       | 1 milion                                                                                        |
| 1845–1857               | Bramborový hladomor na Skotské vysočině | Skotsko                                                                     |                                                                                                 |
| 1845–1849               | Velký irský hladomor zabil více než 1 milion osob a 1,5–2 miliony obyvatel emigrovalo. | Irsko                                                                       | 1,5 milionu                                                                                     |
| 1849–1850               | Demak a Grobogan na centrální Jávě, hladomor způsobený čtyřmi po sobě jdoucími lety se špatnou úrodou způsobenými suchem. | Indonésie                                                                   | 83 000                                                                                          |
| 1850–1873               | Výsledek Povstání tchaj-pchingů, sucha a hladomoru. Populace Číny poklesla o více než 60 milionů. | Čína                                                                        | 60 milionů                                                                                      |
| 1860–1861               | Hladomor v severozápadních provinciích Britské Indie. | Indie                                                                       | 2 miliony                                                                                       |
| 1866                    | Hladomor v Uríse | Indie                                                                       | 1 milion                                                                                        |
| 1866–1868               | Finský hladomor 1866–1868. Asi 15 % populace zemřelo. | Finsko, severní Švédsko                                                     | 150 000                                                                                         |
| 1869                    | Hladomor v Rajputaně | Indie                                                                       | 1,5 milionu                                                                                     |
| 1870–1871               | Hladomor v Persii | Írán                                                                        | 2 miliony                                                                                       |
| 1873–1874               | Hladomor v Anatolii způsobený suchem a záplavami. | Turecko                                                                     |                                                                                                 |
| 1879                    | Hladomor v Irsku v roce 1879. Na rozdíl od předchozích hladomorů tento hladomor způsobil hlad a nedostatek potravin, ale byla nízká úmrtnost. | Irsko                                                                       |                                                                                                 |
| 1873–74                 | Hladomor v Biháru | Indie                                                                       |                                                                                                 |
| 1876–1879               | Hladomor v Indii, Číně, Brazílii a severní Africe (a v dalších zemích). Hladomor v severní Číně zabil 13 milionů lidí. 5,25 milionu zemřelo v letech 1876–1878 v Indii.                                                                                            | Indie, Čína, Brazílie, severní Afrika                                       | 18,25 milionu in severní Číně a Indii. Hladomor v Číně byl výsledek sucha způsobeného El Niñem. |
| 1878–1880               | Hladomor na Ostrově svatého Vavřince, Aljaška | Spojené státy americké                                                      |                                                                                                 |
| 1888–1889               | Hladomor v Urise a severním Biháru. | Indie                                                                       |                                                                                                 |
| 1888–1892               | Velký etiopský hladomor. Zhruba třetina populace zemřela. Situaci zhoršilo ještě vypuknutí cholery (1889–92), epidemie tyfu[nepřesný odkaz] a pravých neštovic (1889–90).                                                                                          | Etiopie                                                                     |                                                                                                 |
| 1891–1892               | | Rusko                                                                       | 375 000–500 000                                                                                 |
| 1896–1897               | Hladomor v severní Číně, po němž následovalo Boxerské povstání | Čína                                                                        |                                                                                                 |
| 1896–1902               | Řada hladomorů v Indii způsobených suchem a britskou politikou. | Indie                                                                       | 6 milionů (britská teritoria), neznámá úmrtnost v knížecích státech                             |
| 1914–1918               | Hladomor v Libanonu během první světové války, který způsobila blokáda Osmanskou říší, která zabila až 450 000 Maronitů, což byla třetina populace. | Libanon                                                                     | 450 000                                                                                         |
| 1917–1919               | Hladomor v Persii. Čtvrtina populace žijící na severu Íránů zemřela v důsledku hladomoru. | Írán                                                                        |                                                                                                 |
| 1918–1919               | Hladomor v oblasti Ruanda-Urundi vedl k migraci do Konga | Rwanda a Burundi                                                            |                                                                                                 |
| 1917–1921               | Řada hladomorů v Turkestánu během bolševické revoluce zabil asi šestinu populace. | Turkestán                                                                   |                                                                                                 |
| 1921–1922               | Hladomor v Rusku | Rusko/SSSR                                                                  | 5 milionů                                                                                       |
| 1921–1922               | Hladomor v Tatarstánu | Rusko/SSSR                                                                  |                                                                                                 |
| 1924–1925               | Hladomor v koloniích Povolžských Němců v SSSR. Jedna třetina populace zahynula. | SSSR                                                                        |                                                                                                 |
| 1928–1929               | Hladomor v oblasti Ruanda-Urundi, způsobil velkou migraci do Konga | Rwanda a Burundi                                                            |                                                                                                 |
| 1928–1930               | Hladomor v severní Číně v důsledku sucha | Čína                                                                        | 3 miliony                                                                                       |
| 1932–1933               | Hladomor na Ukrajině a v Sovětském svaze | SSSR                                                                        | 7–10 milionů na Ukrajině, miliony v Rusku                                                       |
| 1936                    | | Čína                                                                        | 5 milionů                                                                                       |
| 1940–1945               | Hladomor ve Varšavském ghettu i v dalších ghettech a koncentračních táborech | Polsko                                                                      |                                                                                                 |
| 1941–44                 | SSSR Leningradský hladomor způsobený 900denní blokádou německými vojsky. Zhruba jeden milion obyvatel Leningradu vyhladovělo, zmrzlo či zemřelo následkem bombardování během zimy 1941–1942, kdy byly trasy dodávek potravin přerušené a teploty klesaly k −40 °C. | SSSR                                                                        | 1 milion                                                                                        |
| 1941–1944               | Velký řecký hladomor způsobený okupací vojsky zemí Osa Berlín-Řím-Tokio | Řecko                                                                       | 300 000                                                                                         |
| 1942-43                 | Hladomor v Číně | Che-nan                                                                     | 2-3 miliony                                                                                     |
| 1943                    | Hladomor v Bengálsku | Bengálsko                                                                   | 1,5-7 milionu                                                                                   |
| 1943                    | Hladomor v oblasti Ruanda-Urundi vedl k migraci do Konga | Rwanda a Burundi                                                            |                                                                                                 |
| 1944-45                 | Jáva během druhé světové války | Indonésie                                                                   | 2,4 milionu                                                                                     |
| 1944                    | Nizozemský hladomor v roce 1944 během druhé světové války | Nizozemsko                                                                  | 20 000                                                                                          |
| 1944                    | Hladomor v oblasti Ruanda-Urundi | Rwanda                                                                      |                                                                                                 |
| 1944                    | Hladomor v Bengálsku | Bengálsko                                                                   | 3 miliony                                                                                       |
| 1945                    | Vietnamský hladomor 1945 | Vietnam                                                                     | 400 000–2 miliony                                                                               |
| 1947                    | Sovětský hladomor 1946–47 | SSSR                                                                        | 1–1.5 milionu                                                                                   |
| 1958                    | Hladomor v Tigraji | Etiopie                                                                     | 100 000                                                                                         |
| 1959–1961               | Velký čínský hladomor. Podle vládních statistik zde zemřelo 15 milionů osob. | Čína                                                                        | 15–43 milionů                                                                                   |
| 1966–1967               | Sucho a podvýživa v oblasti Lombok, zhoršený omezením regionálního obchodu s rýží | Indonésie                                                                   | 50 000                                                                                          |
| 1967–1970               | Hladomor v Biafře způsobený nigerijskou blokádou | Nigérie                                                                     |                                                                                                 |
| 1968–1972               | Suchu v Sahelu způsobilo hladomor, který zabil milion lidí. | Mauritánie, Mali, Čad, Niger a Burkina Faso                                 | 1 milion                                                                                        |
| 1972–1973               | Hladomor v Etiopii způsobený suchem a slabou vládou. Selhání vlády při řešení této krize vedlo k pádu Haile Selassieho I. a vlády se ujala vojenská junta Derg | Etiopie                                                                     | 60 000                                                                                          |
| 1974                    | Hladomor v Bangladéši 1974 | Bangladéš                                                                   | 27 000                                                                                          |
| 1975–1979               | Rudí Khmerové. Odhadem 2 miliony Kambodžanů zemřelo kvůli vraždám, nuceným pracím a hladomorem | Kambodža                                                                    | 2 miliony                                                                                       |
| 1980–1981               | Způsobený suchem a válkou | Uganda                                                                      | 30 000                                                                                          |
| 1984–1985               | Hladomor v Etiopii 1984–1985 | Etiopie                                                                     |                                                                                                 |
| 1991–1992               | Hladomor v Somálsku způsobený suchem a občanskou válkou | Somálsko                                                                    | 300 000                                                                                         |
| 1996                    | Hladomor v Severní Koreji. Vědci odhadují 600 000 úmrtí hladem (jiné odhady jsou v rozmezí od 200 000 do 3,5 milionu). | Severní Korea                                                               | 200 000 do 3,5 milionu                                                                          |
| 1998                    | Hladomor v Súdánu v roce 1998 způsobila Druhá súdánská občanská válka a sucho. | Súdán                                                                       | 70 000                                                                                          |
| 1998–2000               | Hladomor v Etiopii. Situaci zhoršila eritrejsko-etiopská válka. | Etiopie                                                                     |                                                                                                 |
| 1998–2004               | Druhá válka v Kongu. 3,8 milionu osob zemřelo, většinou hladem a na různá onemocnění | Demokratická republika Kongo                                                | 3,8 milionu                                                                                     |
| 2011–2012               | Hladomor v Somálsku, vyvolaný suchem ve východní Africe | Somálsko                                                                    |                                                                                                 |
| 2012                    | Hladomor v západní Africe vyvolaný suchem v oblasti Sahel | Senegal, Gambie, Niger, Mauritánie, Mali, Burkina Faso                      |                                                                                                 |
| 2016–současnost         | Hladomor v Jemenu vyvolaný blokádou Saúdskou Arábií | Jemen                                                                       | Nejméně 85 000 dětí                                                                             |
| 2017–současnost         | Hladomor v Jižním Súdánu. Hladomor v Somálsku. Hladomor v Nigérii. | Jižní Súdán, Somálsko, Nigérie                                              |                                                                                                 |
| 2023–současnost         | Hladomor v Pásmu Gazy | Pásmo Gazy, Palestina                                                       | Nejméně 57                                                                                      |